# تيم كاري
تيم كاري (بالإنجليزية: Tim Curry)‏ ممثل بريطاني من مواليد 1946، بعد وفاة والده عام 1958 انتقل كاري مع عائلته للعيش بجنوب لندن، درس كاري بمدرسة داخلية، وبعدها درس الدراما واللغة الإنجليزية بجامعة برمنجهام، شارك بعدة أعمال فنية متنوعة، قبل أن يقوم ببطولة الفيلم الكوميدى الموسيقى "The Rocky Horror Picture Show" عام 1975، شارك بعدها بالعديد من الأفلام الأخرى منها «ملائكة تشارلي» عام 2000، كما شارك كاري بالعديد من المسرحيات كانت أولها «ترافستي» عام 1974. فاز كاري بالعديد من الجوائز والتكريمات خلال مشواره الفنى الطويل، كما رشح للعديد منها أيضا.

## أشهر أفلامه
| السنة | الفيلم           |
| ----- | ---------------- |
| 1985  | ليجند            |
| 1990  | تقانة المعلومات  |
| 1992  | وحيد في المنزل 2 |
| 2000  | ملائكة تشارلي    |
| 2001  | سكيري موفي 2     |
| 2010  | مغامرات سامي     |

## روابط خارجية
- تيم كاري على موقع IMDb (الإنجليزية)
- تيم كاري على موقع ميتاكريتيك (الإنجليزية)
- تيم كاري على موقع روتن توميتوز (الإنجليزية)
- تيم كاري على موقع قاعدة بيانات الأفلام العربية
- تيم كاري على موقع ألو سيني (الفرنسية)
- تيم كاري على موقع ميوزك برينز (الإنجليزية)
- تيم كاري على موقع تيرنر كلاسيك موفيز (الإنجليزية)
- تيم كاري على موقع أول موفي (الإنجليزية)
- تيم كاري على موقع قاعدة بيانات برودواي على الإنترنت (الإنجليزية)
- تيم كاري على موقع قاعدة بيانات الأفلام السويدية (السويدية)